# Aarón Villegas
Aarón Villegas Trapaga (* 17. Juni 1980) ist ein ehemaliger spanischer Radrennfahrer.

## Sportlicher Werdegang
Aaron Villegas wurde 2004 Zweiter bei der Vuelta a Córdoba. Bei der Vuelta a Palencia wurde er einmal Etappenzweiter und belegte den dritten Platz in der Gesamtwertung. Von 2005 bis 2007 fuhr er für das spanische Continental Team Orbea. In seinem zweiten Jahr entschied er eine Etappe bei der Euskal Bizikleta für sich. Bei der Vuelta a Castilla y León 2007 belegte er den zweiten Rang in der Bergwertung.

## Erfolge
2004
- eine Etappe Vuelta Ciclista a León (MZF)

2006
- eine Etappe Euskal Bizikleta